# Kieferspreizer

Kieferspreizer nach Jennings

Ein Mundspreizer, eigentlich Kieferspreizer, ist ein medizinisches Gerät und dient dazu, den Mund während einer ärztlichen Untersuchung geöffnet zu halten (z. B. beim Zahnarzt). Er besteht aus zwei Metallbügeln mit Gelenken, dazu noch einer Raste oder einer Feststellschraube. Trotz seines martialischen Aussehens verhindert er nur das versehentliche Zubeißen eines kooperierenden Patienten. Er kann vom Patienten auch aus dem Mund geschoben werden.

## Formen
Die verschiedenen Arten von Mundspreizern unterscheiden sich nur marginal in der Konstruktion. Die Modelle sind alle nach ihren jeweiligen Erfindern benannt: Davis-Boyle, Denhardt, Doyen-Jansen, Featherstone, Fergusson-Ackland, Heister, Jennings, Mason-Ackland, Molt, Roser-König, Schmid und Whitehead.
Als Sexspielzeug im BDSM hält er den Mund offen und verhindert artikuliertes Sprechen.